# Вжонца (Паб'яницький повіт)
Вжонца (пол. Wrząca) — село в Польщі, у гміні Лютомерськ Паб'яницького повіту Лодзинського воєводства.
Населення — 621 особа (2011).
У 1975-1998 роках село належало до Серадзького воєводства.

## Демографія
Демографічна структура станом на 31 березня 2011 року:
|          | Загалом | Допрацездатний вік | Працездатний вік | Постпрацездатний вік |
| -------- | ------- | ------------------ | ---------------- | -------------------- |
| Чоловіки | 309     | 70                 | 214              | 25                   |
| Жінки    | 312     | 47                 | 189              | 76                   |
| Разом    | 621     | 117                | 403              | 101                  |